# Entraîneurs des Nets de Brooklyn
Le tableau suivant est un récapitulatif des différents entraîneurs des Nets de Brooklyn, au fil des saisons. 
L'équipe est actuellement entraînée par Jordi Fernández.
Il y a eu 30 entraîneurs dans la franchise Nets. Le premier entraîneur était Max Zaslofsky, qui a dirigé l'équipe pendant deux saisons. Kevin Loughery est le seul entraîneur des Nets à avoir mené l'équipe à un titre; les Nets ont remporté les championnats ABA en 1974 et 1976. Loughery est le leader de la franchise en matchs de saison régulière (615) et en victoires (297). 
PJ Carlesimo est le leader de la franchise en pourcentage de victoires en saison régulière (64,8 %). Chuck Daly et Bill Fitch, faisant partie des 10 meilleurs entraîneurs de l'histoire de la NBA, ont également été entraîneurs de la franchise des Nets. Daly, Brown et Lou Carnesecca sont les seuls entraîneurs des Nets à avoir été intronisés au Hall of Fame en tant qu'entraîneurs.

## Légende
| M           | Matchs entraînés                                                                                  |
| V           | Victoires                                                                                         |
| D           | Défaites                                                                                          |
| % Victoires | Pourcentage de victoires                                                                          |
| *           | A passé toute sa carrière d'entraîneur avec les Nets                                              |
|             | Élu au Hall of Fame en tant qu'entraîneur                                                         |
| *           | Élu au Hall of Fame en tant qu'entraîneur et a passé toute sa carrière d'entraîneur avec les Nets |

## Entraîneurs
Remarque : Les statistiques sont correctes jusqu'à la fin de la saison 2024-2025.
| Americans du New Jersey |                   |           |     |     |     |        |    |    |    |        |                                                                          |
| 1                       | Max Zaslofsky *   | 1967-1968 | 78  | 36  | 42  | 46,2 % | 0  | 0  | 0  | –      |                                                                          |
| Nets de New York        |                   |           |     |     |     |        |    |    |    |        |                                                                          |
| —                       | Max Zaslofsky *   | 1968-1969 | 78  | 17  | 61  | 21,8 % | 0  | 0  | 0  | –      |                                                                          |
| 2                       | York Larese *     | 1969-1970 | 84  | 39  | 45  | 46,4 % | 7  | 3  | 4  | 42,9 % |                                                                          |
| 3                       | Lou Carnesecca *  | 1970-1973 | 252 | 114 | 138 | 45,2 % | 30 | 13 | 17 | 43,3 % |                                                                          |
| 4                       | Kevin Loughery    | 1973-1977 | 334 | 190 | 144 | 56,9 % | 32 | 21 | 11 | 65,6 % | 2 titres de champions ABA (1974, 1976)                                   |
| Nets du New Jersey      |                   |           |     |     |     |        |    |    |    |        |                                                                          |
| —                       | Kevin Loughery    | 1977-1980 | 281 | 107 | 174 | 38,1 % | 2  | 0  | 2  | 0 %    |                                                                          |
| 5                       | Bob MacKinnon     | 1980-1981 | 47  | 12  | 35  | 25,5 % | 0  | 0  | 0  | –      |                                                                          |
| 6                       | Larry Brown       | 1981-1983 | 158 | 91  | 67  | 57,6 % | 2  | 0  | 2  | 0 %    | Fait partie du Top 15 des meilleurs entraîneurs de l'histoire de la NBA. |
| 7                       | Bill Blair        | 1983      | 6   | 2   | 4   | 33,3 % | 2  | 0  | 2  | 0 %    |                                                                          |
| 8                       | Stan Albeck       | 1983-1985 | 164 | 87  | 77  | 53,0 % | 14 | 5  | 9  | 35,7 % |                                                                          |
| 9                       | Dave Wohl *       | 1985-1987 | 179 | 65  | 114 | 36,3 % | 3  | 0  | 3  | 0 %    |                                                                          |
| —                       | Bob MacKinnon     | 1987-1988 | 39  | 10  | 29  | 25,6 % | 0  | 0  | 0  | –      |                                                                          |
| 10                      | Willis Reed       | 1988-1989 | 110 | 33  | 77  | 30,0 % | 0  | 0  | 0  | –      |                                                                          |
| 11                      | Bill Fitch        | 1989-1992 | 246 | 83  | 163 | 33,7 % | 4  | 1  | 3  | 25,0 % | Fait partie du Top 10 des meilleurs entraîneurs de l'histoire de la NBA. |
| 12                      | Chuck Daly        | 1992-1994 | 164 | 88  | 76  | 53,7 % | 9  | 3  | 6  | 33,3 % | Fait partie du Top 15 des meilleurs entraîneurs de l'histoire de la NBA. |
| 13                      | Butch Beard *     | 1994-1996 | 164 | 60  | 104 | 36,6 % | 0  | 0  | 0  | –      |                                                                          |
| 14                      | John Calipari *   | 1996-1999 | 184 | 72  | 112 | 39,1 % | 3  | 0  | 3  | 0 %    |                                                                          |
| 15                      | Don Casey         | 1999-2000 | 112 | 44  | 68  | 39,3 % | 0  | 0  | 0  | –      |                                                                          |
| 16                      | Byron Scott       | 2000-2004 | 288 | 149 | 139 | 51,7 % | 40 | 25 | 15 | 62,5 % | 2 apparitions consécutives en Finales NBA (2002, 2003)                   |
| 17                      | Lawrence Frank    | 2004-2009 | 466 | 225 | 241 | 48,3 % | 38 | 18 | 20 | 47,4 % |                                                                          |
| 18                      | Tom Barrise *     | 2009      | 2   | 0   | 2   | 0 %    | 0  | 0  | 0  | –      |                                                                          |
| 19                      | Kiki Vandeweghe * | 2009-2010 | 64  | 12  | 52  | 16,8 % | 0  | 0  | 0  | –      |                                                                          |
| 20                      | Avery Johnson     | 2010-2012 | 148 | 46  | 102 | 31,1 % | 0  | 0  | 0  | –      |                                                                          |
| Nets de Brooklyn        |                   |           |     |     |     |        |    |    |    |        |                                                                          |
| —                       | Avery Johnson     | 2012      | 28  | 14  | 14  | 50,0 % | 0  | 0  | 0  | –      |                                                                          |
| 21                      | P. J. Carlesimo   | 2012-2013 | 54  | 35  | 19  | 64,8 % | 7  | 3  | 4  | 42,9 % |                                                                          |
| 22                      | Jason Kidd        | 2013-2014 | 82  | 44  | 38  | 53,7 % | 12 | 5  | 7  | 41,7 % |                                                                          |
| 23                      | Lionel Hollins    | 2014-2016 | 119 | 48  | 71  | 40,3 % | 6  | 2  | 4  | 33,3 % |                                                                          |
| 24                      | Tony Brown *      | 2016      | 45  | 11  | 34  | 24,4 % | 0  | 0  | 0  | –      |                                                                          |
| 25                      | Kenny Atkinson *  | 2016-2019 | 308 | 118 | 190 | 38,3 % | 5  | 1  | 4  | 20,0 % |                                                                          |
| 26                      | Jacque Vaughn     | 2019-2020 | 10  | 7   | 3   | 70,0 % | 4  | 0  | 4  | 0 %    |                                                                          |
| 27                      | Steve Nash *      | 2020-2022 | 161 | 94  | 67  | 58,4 % | 16 | 7  | 9  | 43,8 % |                                                                          |
| 28                      | Jacque Vaughn     | 2022-2024 | 129 | 64  | 65  | 49,6 % | 4  | 0  | 4  | 0 %    |                                                                          |
| 29                      | Kevin Ollie *     | 2024      | 28  | 11  | 17  | 39,3 % | 0  | 0  | 0  | –      |                                                                          |
| 30                      | Jordi Fernández * | 2024-     | 82  | 26  | 56  | 31,7 % | 0  | 0  | 0  | –      |                                                                          |